# Casearia arguta
Casearia arguta Kunth – gatunek rośliny z rodziny wierzbowatych (Salicaceae Mirb.). Występuje naturalnie w Gwatemali, Kostaryce, Panamie, Kolumbii, Wenezueli, Peru, Boliwii oraz Brazylii. 

## Morfologia
PokrójZrzucające liście drzewo lub krzew dorastające do 2–8 m wysokości.
LiścieBlaszka liściowa ma podługowaty kształt. Mierzy 10–15 cm długości oraz 3–5 cm szerokości, jest piłkowana na brzegu, ma ostrokątną nasadę i spiczasty wierzchołek. Ogonek liściowy jest nagi i dorasta do 3–9 mm długości.
KwiatySą zebrane po 15–20 w pęczki, rozwijają się w kątach pędów. Mają 5 lub 6 działek kielicha o owalnym kształcie i dorastających do 4–5 mm długości. Kwiaty mają 10–12 pręcików.
OwoceMają kulistawy kształt i osiągają 10–15 mm średnicy.

## Biologia i ekologia
Rośnie w lasach wtórnych, na terenach nizinnych.